# Félix Billet
Félix Billet (* 15. September 1808 in Fismes (Marne); † 28. Januar 1882 in Dijon) war ein französischer Physiker.
Billet wurde 1833 promoviert und unterrichtete danach in den Lyceén von Nancy, Marseille und Rouen. Er wurde 1843 an die naturwissenschaftliche Fakultät von Dijon berufen und blieb er dort bis zu seinem Tod. 1873 wurde er Dekan.
Ab 1860 war er Ritter der Ehrenlegion. 1873 wurde er als korrespondierendes Mitglied in die Académie des sciences aufgenommen.
Billet beschäftigte sich mit unterschiedlichen Aspekten der Optik, so etwa mit Regenbögen. Nach ihm benannt ist auch die Billet-Linse (Billet's split lens), die analog zum Fresnel'schen Biprisma Interferenz zeigt.

## Veröffentlichungen (Auswahl)
- Traité d'optique physique. Mallet-Bachelier, Paris (Band 1 (1858), Band 2 (1859)).
- Sur un Principe d'optique géométrique et sur son application à plusieurs questions et à divers appareils. impr. de Loireau-Feuchot, Dijon 1854.